# Namasthe Telangana
Namasthe Telangana is een Telugu-dagblad, dat uitkomt in de Indiase deelstaat Telangana. De krant kwam voor het eerst uit op 6 juni 2011 en is eigendom van Telangana Publications Pvt. Ltd. De eerste chief editor was Allam Narayana. 